# ذوزنقه
ذوزنقه (زَنَخ‌دار) (به انگلیسی: trapezoid یا trapezium) چهار‌گوشی است که دو بَرِ آن با هم هم‌راستا باشند.
در این دیس، گوشه‌های کنارِ دو بَرِ هم‌راستا با هم مکمل هستند. پهنه (مساحت)‌ ذوزنقه (زَنَخ‌دار) از راه دیسول (فرمول) زیر به‌دست می‌آید:
{\displaystyle S=h\left({\frac {a+b}{2}}\right)}
در این دیسول (فرمول) h کوتاه شدهٔ height (بلندی) و a و b قاعده (کف)‌های ذوزنقه (زَنَخ‌دار) هستند.
ذوزنقه (زَنَخ‌دار) سه گونه است:
۱. ذوزنقه قائم‌الزاویه (زَنَخ‌دارِ راست‌گوشه)
۲. ذوزنقه متساوی‌الساقین (زَنَخ‌دارِ همسان‌پا)
۳. ذوزنقه مختلف‌الاضلاع (زَنَخ‌دارِ نا‌همسان‌بر)

## ریشه‌شناسی نام
این واژه از پیوستن «ذو + زنق + ة» پدید آمده که در آن، «ذو» عربی است به معنای «دارنده» و «زَنَق»، همان عربی شده‌ی واژه‌ی پارسی «زَنَخ» (چانه) است و «ة» برای ساختن نام مادینه است. پس ذوزنقه برابر «زنخ‌دار» یا «چانه‌دار» است، چرا که این شکل هندسی، چانه‌دار دیده می‌شود.